# Fort reditowy 17 „Luneta Grzegórzecka”
Fort 17 „Luneta Grzegórzecka” – fort Twierdzy Kraków. Zbudowany w latach 1849–1857 jako fort reditowy. Jeden z najstarszych obiektów Twierdzy Kraków. Znajdował się około 200 m na zachód od dzisiejszej ulicy Skrzatów w Krakowie, około 100 m na północ od Wisły.
W 1853 roku podczas budowy redity doszło do wypadku, w wyniku czego redita uległa zaniszczeniu. Po 1876 roku wnętrza fortu adaptowano na koszary piechoty i artylerii fortecznej. W 1899 na zapolu wybudowano zespół składnic artyleryjskich. Rok później na jego przedpolu wybudowano strzelnicę. Obiekt nie brał udziału ani w I ani w II wojnie światowej. Po wojnie fort został zniszczony, zniwelowano wały a zabudowania rozebrano. Obecnie po forcie pozostały relikty w postaci wejść do potern do „kocich uszu”. Zachowały się także piwnice w których znajdują się schrony obrony przeciwlotniczej.